# 郡山市立郡山第六中学校
郡山市立郡山第六中学校（こおりやましりつ こおりやまだいろく ちゅうがっこう）は、福島県郡山市富田町にある公立の中学校である。

## 沿革
- 1947年5月8日 - 安積郡富田村立富田中学校として創立。校舎は富田村立富田小学校（現・郡山市立富田小学校）の一部を借り受ける。
- 1948年4月10日 - 安積郡富田村大徳19番地（旧東部軍111部隊兵舎を買収し改築。現在の郡山市希望ヶ丘）に移転。
- 1954年11月1日 - 富田村と郡山市が合併したことに伴い、現校名に改称。
- 1957年4月17日 - 現在地に移転。
- 1986年4月1日 - 生徒の増加に伴い、郡山市立富田中学校を新設し学区の一部を分離する。

## 学校行事
- 4月
  - 上旬-入学式、始業式
  - 中旬-修学旅行(3年生)
- 5月中旬-学習旅行(1、2年生)
- 9月上旬-郷土学習、職場体験、芋煮会
- 10月中旬-文化祭
- 3月
  - 中旬-卒業式
  - 下旬-修業式

## 部活動

### 運動部
- 野球部
- サッカー部
- ソフトテニス部
- 硬式テニス部
- バスケットボール部
- 陸上部
- 水泳部
- 卓球部
- 剣道部
- 柔道部
- 女子バレーボール部

### 文化部
- 吹奏楽部
- 合唱部
- 自然科学部
- 美術部
- 文化交流部

## 進学前小学校
- 郡山市立富田西小学校
- 郡山市立桑野小学校
- 郡山市立小山田小学校（一部区域）
- 郡山市立大島小学校（一部区域）
- 郡山市立片平小学校（一部区域）

## 学区内の主な施設

### 教育
- 学校法人成田学園 希望ヶ丘こども園
- 郡山市立うねめ保育所

### 商業施設
- ハードオフ郡山下亀田店
- ローソン郡山富田十文字店
- 福島日産自動車株式会社 富田店
- 郡山葬祭会館あおば斎苑
- エコ市場郡山店
- TSUTAYA 桑野店

### 公共施設・病院
- 郡山市役所 希望ケ丘図書館
- 郡山医師会 郡山市医療介護病院
- 医療法人社団 添田整形外科院

## 交通
- JR郡山駅から福島交通バス玉川経由熱海温泉、西部工業団地行き第六中学校前下車徒歩2分

## 主な出身者
- 栗原貴宏（元バスケットボール選手）[1]